# Ne parliamo lunedì
Ne parliamo lunedì è un film del 1989 diretto da Luciano Odorisio.

## Trama
Sullo sfondo di un motel in disgrazia, Alma intrattiene con il marito Nico e l'amante Marcello una complicata relazione basata sull'inganno e su perversioni erotiche. 

## Riconoscimenti
- 1990 - David di Donatello
  - Migliore attrice protagonista a Elena Sofia Ricci
- 1990 - Ciak d'oro
  - Migliore attrice protagonista a Elena Sofia Ricci[1]
- 1991 - Nastro d'argento
  - Nomination Migliore attrice protagonista a Elena Sofia Ricci